# Emily Remler
Emily Remler, née le 18 septembre 1957 et morte le 4 mai 1990, est une guitariste de jazz américaine, connue surtout dans les années 1980. Elle a enregistré sept albums de hard bop, de standards de jazz et de fusion, avant de mourir d'insuffisance cardiaque, à l'âge de 32 ans, en tournée en Australie.

## Biographie
Née à New York, Emily commence à jouer de la guitare à l'âge de dix ans. D'abord inspirée par le hard rock et d'autres styles de variétés, elle prend réellement goût à la musique au cours de ses études, de 1974 à 1976, à la Berklee College of Music de Boston. Elle commence à écouter les grands du jazz tels que Wes Montgomery, Miles Davis et John Coltrane, et se met au jazz avec une intensité féroce. Après avoir quitté Berklee, elle se produit dans des clubs de blues et de jazz à La Nouvelle-Orléans, en travaillant avec des groupes comme Fourplay et « Little Queenie and The Percolators » avant le début de sa carrière solo en 1981. Elle est soutenue par le grand guitariste Herb Ellis, qui parlait d'elle comme « la nouvelle superstar de la guitare ».
Elle développe rapidement un style personnel. Son premier album en tant que leader, Firefly, remporte un succès immédiat et son second album de guitare bop Take Two est également bien accueilli. Elle se démarque dès ces premiers enregistrements en reprenant des titres peu connus de compositeurs majeurs, tels que Look To The Sky d'Antônio Carlos Jobim. Dans les deux albums suivants, Transitions et Catwalk, elle affirme son style, en menant un quartet sans piano et en enregistrant ses propres compositions.
En plus de sa carrière de leader et de compositrice, Emily joue dans des groupes de blues à Broadway, et avec des artistes aussi divers que le guitariste Larry Coryell, avec qui elle enregistre un album intitulé Together, ou la chanteuse Rosemary Clooney est présente. Elle joue dans le spectacle Sophisticated Ladies à Los Angeles de 1981 à 1982, et produit deux vidéos de cours de guitare. Elle est également guitariste pour Astrud Gilberto. En 1985, elle est élue « guitariste de l'année » par le magazine DownBeat. En 1988, elle est artiste en résidence à la Duquesne University de Pittsburgh, et reçoit en 1989 un prix de distinction des anciens élèves de Berklee.
De 1981 à 1984, elle est mariée au pianiste de jazz Monty Alexander.
Lorsqu'on lui a demandé comment elle voulait qu'on se souvienne d'elle, elle a réfléchi : « Bonnes compositions, jeu de guitare mémorable, et ma contribution à la musique en tant que femme… Mais la musique est tout, elle n'a rien à voir avec la politique ou le mouvement de libération des femmes. »
Dans Le Nouveau Dictionnaire du jazz, Claude Oberg écrit qu'Emily Remler était « l'une des plus intéressantes nouvelles voix de la guitare, une musicienne exceptionnellement douée dont le phrasé, les conceptions harmoniques, le sens rythmique et le swing étaient en tout point remarquables. »
Deux albums ont été enregistrés en hommage après sa mort prématurée, Just Friends: A Gathering In Tribute To Emily Remler volumes un et deux, avec les contributions de Herb Ellis, David Benoit (en), Bill O'Connell et David Bromberg. En 2006, le guitariste Skip Heller (en) a enregistré une chanson intitulée Emily Remler en sa mémoire. En 2010, la guitariste Sheryl Bailey (en) enregistre l'album A New Promise en hommage à Emily Remler, reprenant plusieurs de ses compositions.

## Instruments
Sa première guitare était la Gibson ES-330 (en) de son frère aîné. Elle jouait sur une guitare acoustique Ovation de la série collectors 1984 et sur une guitare classique Korocusci nylon pour la bossa nova. À la fin des années 1980, elle utilisait surtout une Borys B120 HollowBody électrique.

## Discographie
- 1981 : Firefly avec Hank Jones (piano), Bob Maize (en) (basse), Jake Hanna (en) (batterie)
- 1982 : Take Two
- 1983 : Transitions
- 1984 : Catwalk
- 1985 : Together avec Larry Coryell (guitare)
- 1987 : Bossa International avec Richie Cole (saxophone) et Hank Crawford (saxophone) — Milestone.
- 1988 : East To Wes
- 1990 : This Is Me

### Compilations
- 1991: Retrospective, Volume One: Standards
- 1991: Retrospective, Volume Two: Compositions

### Cours de guitare en vidéos
- Bebop and Swing Guitar (réédition DVD 2008, 60 min, HotLicks)
- Advanced Jazz & Latin Improvisation (réédition DVD 2008, 60 min, HotLicks)